# Senator Vergueiro

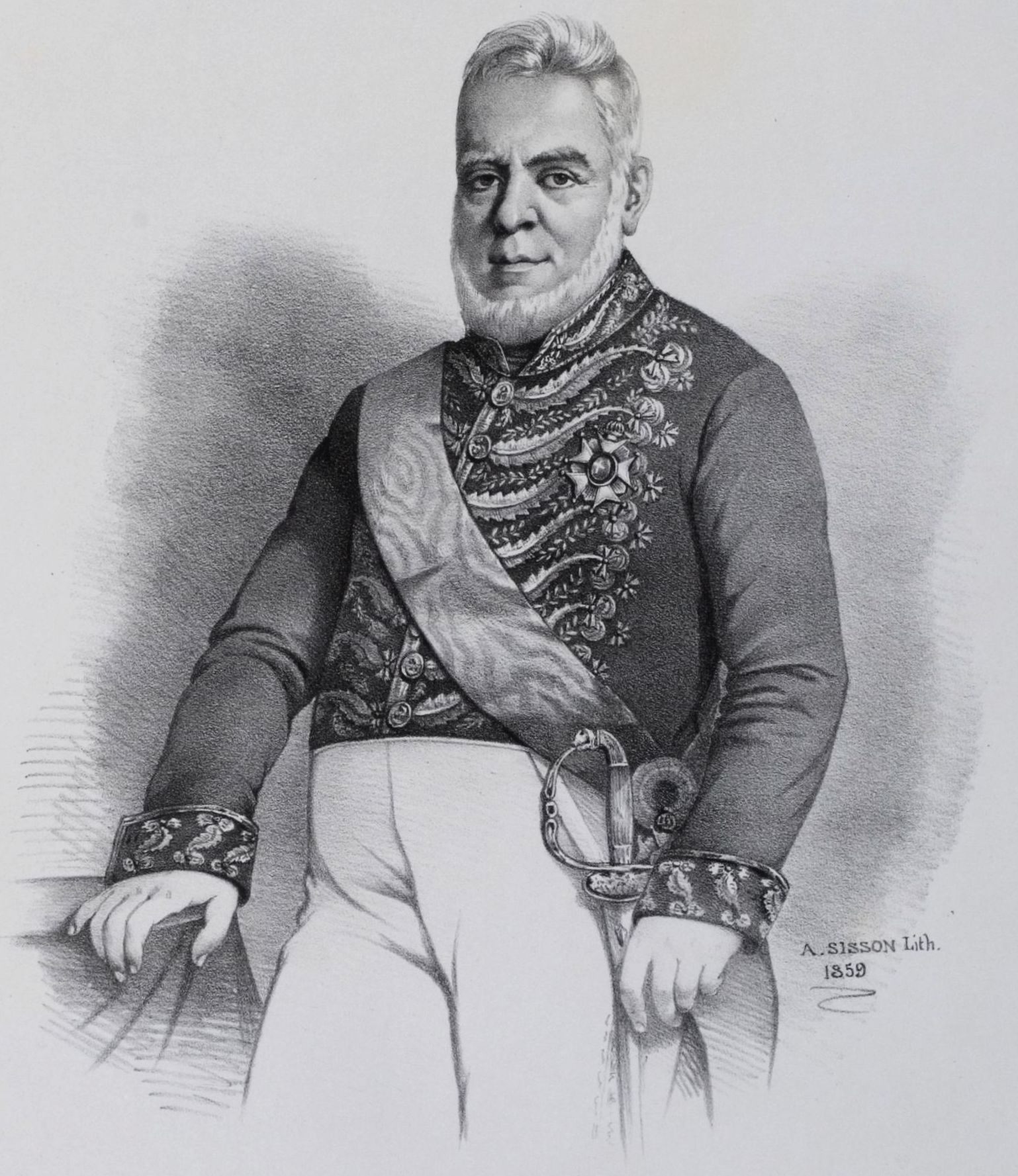
Nicolau Pereira de Campos Vergueiro – Lithographie von Sébastien Auguste Sisson, 1861

Senator Vergueiro, geboren als Nicolau Pereira de Campos Vergueiro, (* 20. Dezember 1778 in Vale da Porca, Portugal; † 17. September 1859 in Rio de Janeiro) war ein portugiesischstämmiger Kaffeeproduzent, Importeur von Sklaven und einflussreicher Politiker im Kaiserreich Brasilien. Er leistete Pionierarbeit bei der Kolonisierung des Hinterlandes der Provinz São Paulo und der Einführung der freien Lohnarbeit im Land, indem er die ersten europäischen Einwanderer zur Arbeit auf die Ibicaba-Plantage brachte, die ihm gehörte. Dafür hatte er eigens einen Arbeitsvertrag ausgearbeitet, den sogenannten Halbpachtvertrag.

## Biografie
Der Vater von Nicolau Pereira de Campos Vergueiro war Luiz Bernardo Pereira Vergueiro und seine Mutter Clara Maria Borges Campos. Er studierte Rechtswissenschaften an der Universität Coimbra, Portugal, das er 1801 abschloss. Mit 25 Jahren zog er in die portugiesische Kolonie Brasilien und stieg schnell in die wichtigsten politischen und wirtschaftlichen Bereiche der Provinz São Paulo ein. Am 2. August 1804 heiratete er in der Kathedrale in São Paulo Maria Angêlica de Vasconcellos, Tochter des Hauptmanns José de Andrade e Vasconcellos. Sie war Anwältin im Forum von São Paulo, eine Position, die sie bis 1815 innehatte. Von 1816 bis 1825 wohnte die Familie in Piracicaba. Vergueiro ließ erste Verkehrswege anlegen, um die Kommunikation zwischen den sich entwickelnden Siedlungen zu verbessern.
Aus dieser Ehe gingen zehn Kinder hervor:
|             |             |             |             |             |             |  |  |                          |                          |                          |                          |                          |                          |  |  |                                                   |                                                   |                                                   |                                                   |                                                   |                                                   |  |  |                              |                              |                              |                              |                              |                              |  |  | Luís Bernardo Pereira Vergueiro                            | Luís Bernardo Pereira Vergueiro                            | Luís Bernardo Pereira Vergueiro                            | Luís Bernardo Pereira Vergueiro                            | Luís Bernardo Pereira Vergueiro                            | Luís Bernardo Pereira Vergueiro                            |  |  | Clara María Borges Campos   | Clara María Borges Campos   | Clara María Borges Campos   | Clara María Borges Campos   | Clara María Borges Campos   | Clara María Borges Campos   |  |  |             |             |             |             |             |             |  |  |                |                |                |                |                |                |  |  |                      |                      |                      |                      |                      |                      |  |  |                        |                        |                        |                        |                        |                        |  |  |  |  |  |  |  |  |  |  |  |  |  |  |  |  |  |  |  |  |  |  |  |  |  |  |  |  |  |  |  |  |  |  |  |  |  |  |  |  |  |  |  |  |  |  |  |  |  |  |  |  |  |  |  |  |  |  |  |  |
|             |             |             |             |             |             |  |  |                          |                          |                          |                          |                          |                          |  |  |                                                   |                                                   |                                                   |                                                   |                                                   |                                                   |  |  |                              |                              |                              |                              |                              |                              |  |  | Luís Bernardo Pereira Vergueiro                            | Luís Bernardo Pereira Vergueiro                            | Luís Bernardo Pereira Vergueiro                            | Luís Bernardo Pereira Vergueiro                            | Luís Bernardo Pereira Vergueiro                            | Luís Bernardo Pereira Vergueiro                            |  |  | Clara María Borges Campos   | Clara María Borges Campos   | Clara María Borges Campos   | Clara María Borges Campos   | Clara María Borges Campos   | Clara María Borges Campos   |  |  |             |             |             |             |             |             |  |  |                |                |                |                |                |                |  |  |                      |                      |                      |                      |                      |                      |  |  |                        |                        |                        |                        |                        |                        |  |  |  |  |  |  |  |  |  |  |  |  |  |  |  |  |  |  |  |  |  |  |  |  |  |  |  |  |  |  |  |  |  |  |  |  |  |  |  |  |  |  |  |  |  |  |  |  |  |  |  |  |  |  |  |  |  |  |  |  |
|             |             |             |             |             |             |  |  |                          |                          |                          |                          |                          |                          |  |  |                                                   |                                                   |                                                   |                                                   |                                                   |                                                   |  |  |                              |                              |                              |                              |                              |                              |  |  |                                                            |                                                            |                                                            |                                                            |                                                            |                                                            |  |  |                             |                             |                             |                             |                             |                             |  |  |             |             |             |             |             |             |  |  |                |                |                |                |                |                |  |  |                      |                      |                      |                      |                      |                      |  |  |                        |                        |                        |                        |                        |                        |  |  |  |  |  |  |  |  |  |  |  |  |  |  |  |  |  |  |  |  |  |  |  |  |  |  |  |  |  |  |  |  |  |  |  |  |  |  |  |  |  |  |  |  |  |  |  |  |  |  |  |  |  |  |  |  |  |  |  |  |
|             |             |             |             |             |             |  |  |                          |                          |                          |                          |                          |                          |  |  |                                                   |                                                   |                                                   |                                                   |                                                   |                                                   |  |  |                              |                              |                              |                              |                              |                              |  |  |                                                            |                                                            |                                                            |                                                            |                                                            |                                                            |  |  |                             |                             |                             |                             |                             |                             |  |  |             |             |             |             |             |             |  |  |                |                |                |                |                |                |  |  |                      |                      |                      |                      |                      |                      |  |  |                        |                        |                        |                        |                        |                        |  |  |  |  |  |  |  |  |  |  |  |  |  |  |  |  |  |  |  |  |  |  |  |  |  |  |  |  |  |  |  |  |  |  |  |  |  |  |  |  |  |  |  |  |  |  |  |  |  |  |  |  |  |  |  |  |  |  |  |  |
|             |             |             |             |             |             |  |  |                          |                          |                          |                          |                          |                          |  |  |                                                   |                                                   |                                                   |                                                   |                                                   |                                                   |  |  |                              |                              |                              |                              |                              |                              |  |  | Nicolau Pereira de Campos Vergueiro Senator Vergueiro      | Nicolau Pereira de Campos Vergueiro Senator Vergueiro      | Nicolau Pereira de Campos Vergueiro Senator Vergueiro      | Nicolau Pereira de Campos Vergueiro Senator Vergueiro      | Nicolau Pereira de Campos Vergueiro Senator Vergueiro      | Nicolau Pereira de Campos Vergueiro Senator Vergueiro      |  |  | María Angélica Vasconcellos | María Angélica Vasconcellos | María Angélica Vasconcellos | María Angélica Vasconcellos | María Angélica Vasconcellos | María Angélica Vasconcellos |  |  |             |             |             |             |             |             |  |  |                |                |                |                |                |                |  |  |                      |                      |                      |                      |                      |                      |  |  |                        |                        |                        |                        |                        |                        |  |  |  |  |  |  |  |  |  |  |  |  |  |  |  |  |  |  |  |  |  |  |  |  |  |  |  |  |  |  |  |  |  |  |  |  |  |  |  |  |  |  |  |  |  |  |  |  |  |  |  |  |  |  |  |  |  |  |  |  |
|             |             |             |             |             |             |  |  |                          |                          |                          |                          |                          |                          |  |  |                                                   |                                                   |                                                   |                                                   |                                                   |                                                   |  |  |                              |                              |                              |                              |                              |                              |  |  | Nicolau Pereira de Campos Vergueiro Senator Vergueiro      | Nicolau Pereira de Campos Vergueiro Senator Vergueiro      | Nicolau Pereira de Campos Vergueiro Senator Vergueiro      | Nicolau Pereira de Campos Vergueiro Senator Vergueiro      | Nicolau Pereira de Campos Vergueiro Senator Vergueiro      | Nicolau Pereira de Campos Vergueiro Senator Vergueiro      |  |  | María Angélica Vasconcellos | María Angélica Vasconcellos | María Angélica Vasconcellos | María Angélica Vasconcellos | María Angélica Vasconcellos | María Angélica Vasconcellos |  |  |             |             |             |             |             |             |  |  |                |                |                |                |                |                |  |  |                      |                      |                      |                      |                      |                      |  |  |                        |                        |                        |                        |                        |                        |  |  |  |  |  |  |  |  |  |  |  |  |  |  |  |  |  |  |  |  |  |  |  |  |  |  |  |  |  |  |  |  |  |  |  |  |  |  |  |  |  |  |  |  |  |  |  |  |  |  |  |  |  |  |  |  |  |  |  |  |
|             |             |             |             |             |             |  |  |                          |                          |                          |                          |                          |                          |  |  |                                                   |                                                   |                                                   |                                                   |                                                   |                                                   |  |  |                              |                              |                              |                              |                              |                              |  |  |                                                            |                                                            |                                                            |                                                            |                                                            |                                                            |  |  |                             |                             |                             |                             |                             |                             |  |  |             |             |             |             |             |             |  |  |                |                |                |                |                |                |  |  |                      |                      |                      |                      |                      |                      |  |  |                        |                        |                        |                        |                        |                        |  |  |  |  |  |  |  |  |  |  |  |  |  |  |  |  |  |  |  |  |  |  |  |  |  |  |  |  |  |  |  |  |  |  |  |  |  |  |  |  |  |  |  |  |  |  |  |  |  |  |  |  |  |  |  |  |  |  |  |  |
|             |             |             |             |             |             |  |  |                          |                          |                          |                          |                          |                          |  |  |                                                   |                                                   |                                                   |                                                   |                                                   |                                                   |  |  |                              |                              |                              |                              |                              |                              |  |  |                                                            |                                                            |                                                            |                                                            |                                                            |                                                            |  |  |                             |                             |                             |                             |                             |                             |  |  |             |             |             |             |             |             |  |  |                |                |                |                |                |                |  |  |                      |                      |                      |                      |                      |                      |  |  |                        |                        |                        |                        |                        |                        |  |  |  |  |  |  |  |  |  |  |  |  |  |  |  |  |  |  |  |  |  |  |  |  |  |  |  |  |  |  |  |  |  |  |  |  |  |  |  |  |  |  |  |  |  |  |  |  |  |  |  |  |  |  |  |  |  |  |  |  |
| Carolina    | Carolina    | Carolina    | Carolina    | Carolina    | Carolina    |  |  | Luís                     | Luís                     | Luís                     | Luís                     | Luís                     | Luís                     |  |  | Angélica Joaquina                                 | Angélica Joaquina                                 | Angélica Joaquina                                 | Angélica Joaquina                                 | Angélica Joaquina                                 | Angélica Joaquina                                 |  |  | José                         | José                         | José                         | José                         | José                         | José                         |  |  | Antônia Eufrosina                                          | Antônia Eufrosina                                          | Antônia Eufrosina                                          | Antônia Eufrosina                                          | Antônia Eufrosina                                          | Antônia Eufrosina                                          |  |  | María do Carmo              | María do Carmo              | María do Carmo              | María do Carmo              | María do Carmo              | María do Carmo              |  |  | Francisca   | Francisca   | Francisca   | Francisca   | Francisca   | Francisca   |  |  | Anna           | Anna           | Anna           | Anna           | Anna           | Anna           |  |  | Nicolau José Vicomte | Nicolau José Vicomte | Nicolau José Vicomte | Nicolau José Vicomte | Nicolau José Vicomte | Nicolau José Vicomte |  |  | Joaquim                | Joaquim                | Joaquim                | Joaquim                | Joaquim                | Joaquim                |  |  |  |  |  |  |  |  |  |  |  |  |  |  |  |  |  |  |  |  |  |  |  |  |  |  |  |  |  |  |  |  |  |  |  |  |  |  |  |  |  |  |  |  |  |  |  |  |  |  |  |  |  |  |  |  |  |  |  |  |
| Carolina    | Carolina    | Carolina    | Carolina    | Carolina    | Carolina    |  |  | Luís                     | Luís                     | Luís                     | Luís                     | Luís                     | Luís                     |  |  | Angélica Joaquina                                 | Angélica Joaquina                                 | Angélica Joaquina                                 | Angélica Joaquina                                 | Angélica Joaquina                                 | Angélica Joaquina                                 |  |  | José                         | José                         | José                         | José                         | José                         | José                         |  |  | Antônia Eufrosina                                          | Antônia Eufrosina                                          | Antônia Eufrosina                                          | Antônia Eufrosina                                          | Antônia Eufrosina                                          | Antônia Eufrosina                                          |  |  | María do Carmo              | María do Carmo              | María do Carmo              | María do Carmo              | María do Carmo              | María do Carmo              |  |  | Francisca   | Francisca   | Francisca   | Francisca   | Francisca   | Francisca   |  |  | Anna           | Anna           | Anna           | Anna           | Anna           | Anna           |  |  | Nicolau José Vicomte | Nicolau José Vicomte | Nicolau José Vicomte | Nicolau José Vicomte | Nicolau José Vicomte | Nicolau José Vicomte |  |  | Joaquim                | Joaquim                | Joaquim                | Joaquim                | Joaquim                | Joaquim                |  |  |  |  |  |  |  |  |  |  |  |  |  |  |  |  |  |  |  |  |  |  |  |  |  |  |  |  |  |  |  |  |  |  |  |  |  |  |  |  |  |  |  |  |  |  |  |  |  |  |  |  |  |  |  |  |  |  |  |  |
| John Le Coq | John Le Coq | John Le Coq | John Le Coq | John Le Coq | John Le Coq |  |  | Balbina da Silva Machado | Balbina da Silva Machado | Balbina da Silva Machado | Balbina da Silva Machado | Balbina da Silva Machado | Balbina da Silva Machado |  |  | Joaquim José Pereira de Faro Baron von Rio Bonito | Joaquim José Pereira de Faro Baron von Rio Bonito | Joaquim José Pereira de Faro Baron von Rio Bonito | Joaquim José Pereira de Faro Baron von Rio Bonito | Joaquim José Pereira de Faro Baron von Rio Bonito | Joaquim José Pereira de Faro Baron von Rio Bonito |  |  | María Umbelina Gavão Peixoto | María Umbelina Gavão Peixoto | María Umbelina Gavão Peixoto | María Umbelina Gavão Peixoto | María Umbelina Gavão Peixoto | María Umbelina Gavão Peixoto |  |  | Francisco Antônio De Sousa Queiroz Baron von Souza Queiroz | Francisco Antônio De Sousa Queiroz Baron von Souza Queiroz | Francisco Antônio De Sousa Queiroz Baron von Souza Queiroz | Francisco Antônio De Sousa Queiroz Baron von Souza Queiroz | Francisco Antônio De Sousa Queiroz Baron von Souza Queiroz | Francisco Antônio De Sousa Queiroz Baron von Souza Queiroz |  |  | Pedro Bonaury               | Pedro Bonaury               | Pedro Bonaury               | Pedro Bonaury               | Pedro Bonaury               | Pedro Bonaury               |  |  | Luís Roelfs | Luís Roelfs | Luís Roelfs | Luís Roelfs | Luís Roelfs | Luís Roelfs |  |  | Augusto Perret | Augusto Perret | Augusto Perret | Augusto Perret | Augusto Perret | Augusto Perret |  |  | Águeda de Faro       | Águeda de Faro       | Águeda de Faro       | Águeda de Faro       | Águeda de Faro       | Águeda de Faro       |  |  | Luiza Augusta de Souza | Luiza Augusta de Souza | Luiza Augusta de Souza | Luiza Augusta de Souza | Luiza Augusta de Souza | Luiza Augusta de Souza |  |  |  |  |  |  |  |  |  |  |  |  |  |  |  |  |  |  |  |  |  |  |  |  |  |  |  |  |  |  |  |  |  |  |  |  |  |  |  |  |  |  |  |  |  |  |  |  |  |  |  |  |  |  |  |  |  |  |  |  |

Alle Söhne und Töchter heirateten und gründeten eigene Familien. Sein Sohn Luís studierte in Göttingen Jura und heiratete Balbina da Silva, die Tochter des Barons von Antonina. Angélica Joaquina heiratete Joaquim Pereira de Faro, Baron von Rio Bonito. José machte eine kaufmännische Ausbildung, durchlief die Militärschule im Königreich Preußen und war Gardeleutnant im preußischen Heer. Er heiratete María Umbelina Gavião Peixoto; ihr Vater war Brigadier Bernardo de J. P. Gavião Peixoto. Schon früh begann Vergueiro, seine Söhne als Leiter einzelner Betriebe zu beschäftigen. José leitete das Handelshaus in Santos und ab 1846 die Gesellschaft Vergueiro & Cie. Der Senator behielt aber die Oberleitung unter seiner Kontrolle. Antônia Eufrosina heiratete Francisco Antônio de Souza Queiroz, Baron von Souza Queiroz.

### Politische Karriere

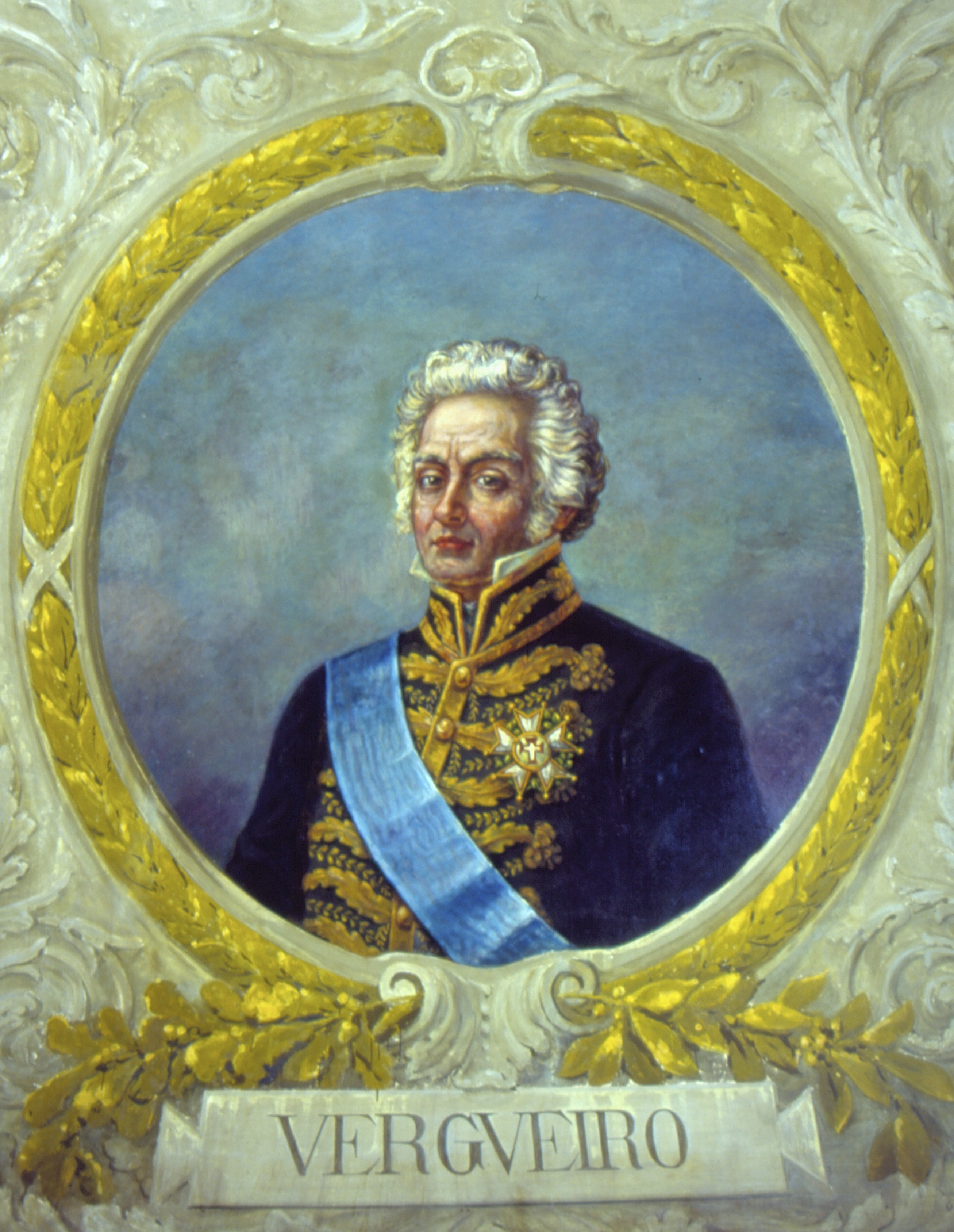
Domenico Failutti: Porträt von Nicolau Pereira de Campos Vergueiro, Senator des Kaiserreichs, Sammlung des Museu Paulista der Universität São Paulo

Im Jahr 1807 erwarb Vergueiro in Partnerschaft mit seinem Schwiegervater ein zu urbarisierendes Landstück der Krone (sesmaria) in Piracicaba, wo er die Zuckermühle Limoeiro gründete. Erster Verwalter dieser Zuckermühle war sein Bruder João Manuel Vergueiro. Sieben Jahre später erwarb er in Partnerschaft mit seinem Schwiegervater eine neue Urbarisierungsfläche. Monjolinho lag in den Feldern von Araraquara und war für die Viehzucht bestimmt. Einige Zeit später wurde er alleiniger Besitzer beider Ländereien.
Im Jahr 1813 wurde er zum Stadtrat von São Paulo ernannt. Er war Richter der Kolonisierungsbehörde (sesmarias) bis 1816, als er nach Piracicaba zog und in Partnerschaft mit dem Brigadier Luís Antônio de Sousa Ländereien in der Region von Rio Claro erwarb. Im Jahr 1821, am Vorabend der Unabhängigkeit Brasiliens, wurde er Mitglied der provisorischen Regierung der Provinz São Paulo. Er hatte weitere Positionen in den Provinzen São Paulo und Minas Gerais inne. Als Vertreter der Provinz São Paulo nahm er zusammen mit den Brüdern Antônio Carlos Ribeiro de Andrada und José Bonifácio de Andrada e Silva sowie Martim Francisco Ribeiro de Andrada an der verfassungsgebenden Versammlung von 1823 teil.
Er war Senator und trat nach der Abdankung von Dom Pedro I. in die provisorische Regentschaft von Trina (1831) ein, die während der Minderjährigkeit von Dom Pedro II. den Agrarexportsektor repräsentierte. Am 13. September 1832 trat er dem Kabinett bei und übernahm das Ressort der Geschäfte des Kaiserreichs (bis zum 23. Mai 1833), des Schatzamtes (bis zum 14. Dezember 1832) und der Justiz (1847–1848).
Er war zehn aufeinanderfolgende Amtszeiten lang Senator. Als Parlamentarier vertrat er stets liberale und gegen die Sklaverei gerichtete Positionen. In den 1840er und 1850er Jahren leistete er Pionierarbeit bei der Einführung europäischer Einwanderer auf seinen Kaffeeplantagen in Limeira und auf der Fazenda Angélica, die nach Vergueiros Frau benannt wurde. Zudem spielte er eine wichtige Rolle bei der Urbanisierung und der Erschließung der Region von Piracicaba und Limeira. So gilt er als einer der Gründer von Limeira und Politiker, der sich für den Ausbau einer befahrbaren Verbindungsstraße via Campinas und São Paulo einsetzte.
Senator Vergueiro verstarb am 17. September 1859 in Rio de Janeiro. Sein Leichnam wurde auf dem Friedhof São João Batista in Rio de Janeiro beigesetzt.

#### Ämter
Senator Vergueiro nahm unter anderem folgende Ämter und Funktionen wahr:
- 1806 ― Promotor de resíduos; Testamentvollstrecker
- 1811 ― juiz ordinário; als juiz ordinario übernahm er die polizeilich-rechtliche Oberaufsicht von São Paulo
- 1811―18: Juiz das seismarias
- 1813 ― Vereador da Câmara Municipal de São Paulo; Stadtrat der Stadt S.P.
- 1820 Strasseninspektor für den Distrikt von Piracicaba
- 1821 ― Membro do governo provisório da província de São Paulo;
- 1822 ― Deputado à Constituinte Portuguesa; Deputierter bei der portugiesischen Konstituante
- 1823 ― Deputado à Constituinte Brasileira; Deputierter bei der brasilianischen Konstituante
- 1826 a 1828 ― Deputado geral por São Paulo;Deputierter von São Paulo
- 1826 a 1829 e 1830 a 1833 ― Membro do Conselho do Governo de São Paulo; 1826–1833: Mitglied des Rates der Regierung von São Paulo
- 1828 ernannte ihn der Kaiser zum Senator auf Lebenszeit für Minas Gerais
- 1831 ― Membro da Regência Provisória Trina;
- 1832 ― Ministro do Império;
- 1832 ― Ministro da Fazenda;
- 1835 a 1837 ― Presidente da Assembleia Legislativa de São Paulo;
- 1835 a 1847 ― Deputado à Assembleia Provincial de São Paulo;
- 1847 ― Ministro da Justiça
- 1847 ― Ministro do Império.[1][8][9]

#### Ehrungen
- 1841 ― Großes Verdienstkreuz des Kaiserreichs Brasilien (Grã-cruz da Imperial Ordem do Cruzeiro)[1]
- 1846 ― Gentil homem da Casa Imperial

Nach ihm wurden Straßen in verschiedenen brasilianischen Städten benannt. So erinnern Straßen und Avenidas in den Metropolen von São Paulo (in den Quartieren Santo André, Santo Amaro, São Caetano do Sul), Belo Horizonte und der ehemaligen Hauptstadt Rio de Janeiro an den Senator Vergueiro; aber auch auf dem Land im Bundesstaat São Paulo, erinnern beispielsweise in Limeira und Sorocaba Straßen an ihn. In Sorocaba erinnert zudem eine Straße an seinen Enkel gleichen Namens: Nicolau Pereira Campos Vergueiro.

### Nachfolgende Generationen
Sein Sohn, Nicolau José de Campos Vergueiro, erhielt 1879 vom Kaiser Dom Pedro II. den Titel eines Barons und 1881 den eines Vicomte Vergueiro.
Sein gleichnamiger Enkel, Nicolau Pereira Campos Vergueiro, Sohn von Luiz Pereira de Campos Vergueiro, verfolgte keine politische Karriere. Im Alter von zehn Jahren zog er mit zwei Brüdern nach Deutschland. Er studierte Medizin an der Universität Berlin und schloss sein Studium 1874 ab, spezialisierte sich in Chirurgie und Gynäkologie. Im Alter von 26 Jahren kehrte er nach Brasilien zurück. In Rio de Janeiro schrieb er eine Doktorarbeit über Operationen der Kehlkopf-Polypen (Das Operações dos Pólipos Laringeanos). Er praktizierte zwischen São Paulo und Rio de Janeiro, bis er 1881 nach Österreich ging. Im folgenden Jahr wurde sein Sohn Luis Pereira de Campos Vergueiro geboren, der erkrankte und seine Familie dazu veranlasste, auf der Suche nach einem geeigneten Klima für seine Genesung nach Brasilien zurückzukehren. In Sorocaba gründete er eine Klinik für Rekonvaleszente. Diese Klinik war die erste ihrer Art im Inneren der Provinz São Paulo. Außerdem legte er einen Weinberg an und kultivierte Wein.

## Geschäftliche Aktivitäten

### Handel
Nicolau Pereira de Campos Vergueiro betrieb verschiedene Geschäfte. Der Handel war sein wichtigstes Geschäft. Seine wirtschaftliche Aktivität als Plantagen-Pflanzer trat ihr gegenüber in den Hintergrund. Mit seinem Handelshaus in Santos betrieb er seit etwa 1820 Großhandel mit Zucker, Sklaven und Kaffee. Sein Handelsunternehmen verfügte sogar über eigene Schiffe. Er war der einzige comissário, der den Kaffee direkt nach Europa exportierte und direkt aus Afrika Sklaven importierte, um sie an Plantagenbesitzer zu verkaufen. Auch in Rio de Janeiro betrieb er mit seinem Partner Faro ein comissário-Geschäft. Dank dieses einträglichen Handels stieg Vergueiro zum finanzstärksten Händler in Santos auf. Eine zentrale Funktion des comissário bestand darin, Großkredite zu gewähren, eine Aufgabe, welcher das noch schwach ausgebaute Bankenwesen im brasilianischen Kaiserreich nicht gewachsen war. Dank seiner umfassenden Stellung als Kaffeeaufkäufer und -exporteur, Waren- und Sklavenimporteur und Kreditgeber für die Plantagenbesitzer hatte Vergeiros Stimme unter den Plantagenbesitzern Gewicht.

### Kolonisation
Bis 1850 erhob die brasilianische Krone Anspruch auf allen Boden Brasiliens als ihr zustehendes Eigentum. Die Abgabe von Land an Private erfolgte vor der Unabhängigkeit nur in der Form von weitflächigen Lehen, als sesmarias. Mit der Verleihung war die Pflicht verbunden, das verliehene Land zu bestellen. Nach der Ablösung von Portugal begann die Krone allerdings damit, die sesmarias gegen Entgelt zu verleihen. Bald wurde es üblich, sesmarias unter Privaten zu handeln. Die Bestellungspflicht für die sesmarias wurde nie durchgesetzt. Deshalb gab es in ganz Brasilien weite Landstriche, die zwar verliehen, aber vom sesmeiro, dem Lehensempfänger, nicht bestellt wurden. Das hatte zur Folge, dass sich Besetzer, so genannte Posseiros, widerrechtlich in solchen Landstrichen ansiedelten und gewissermaßen die Bestellungspflicht wahrnahmen, indem sie auf einem kleinen Stück Land das für ihren unmittelbaren Lebensunterhalt Notwendige anbauten.
Die unternehmungsfreudigen Kaffeebarone bewirkten Gesetze, die eine Konkurrenz der Einwanderer, aber auch der freien brasilianischen Arbeitskräfte zur Kaffeekultur wirksam verhinderten. So regulierte die Lei de Terra (Landvergabegesetz) von 1850 zum ersten Mal in Brasilien den Erwerb von Ländereien und beendete den Erwerb durch Verleihungen (sesmaria) oder Inbesitznahme (posse) von Land. Ab 1854 war der Kauf dann die einzige Möglichkeit, zu Land zu kommen. Hinter diesem Landgesetz verbirgt sich die Kolonisierungstheorie von Edward Gibbon Wakefield, wonach es unmöglich wäre, in einer Region, wo der Landerwerb einfach wäre, Arbeiter für die Plantagen zu bekommen, es sei denn, sie würden durch Sklaverei gezwungen. Die einzige Möglichkeit zur Rekrutierung von freien Arbeitern schien Wakefield die Schaffung von Hindernissen für den Erwerb von Landbesitz. Könnte der freie Arbeiter kein eigenes Land bekommen, würde er laut Wakefield notgedrungen in den Plantagen arbeiten. Für den Kauf von Land und für dessen Bestellung war aber viel Kapital nötig, das weder dem Siedler noch dem freien brasilianische Arbeiter zur Verfügung stand. Deshalb war das eine Art kapitalistischer Diskriminierung.
Die Ausweitung der Kaffeeplantagen in der Provinz São Paulo und der ansteigende Mangel an Arbeitskräften fiel zusammen mit den immer drängenderen Forderungen der britischen Regierung an Brasilien, dem Verbot des Sklavenhandels zuzustimmen und es vor allem durchzusetzen. Der Aberdeen Act von 1831 prägte den Sklavenhandel zwar als illegalen Akt. Bis etwa 1840 änderte sich aber an der Anzahl importierter Sklaven aus Afrika wenig. Von 1840 an nahmen die Importe sogar zu. Mit dem Verbot von 1850 sackte der Handel dann zusammen und trieb den Preis für Sklaven in die Höhe.
Vergueiro war schon in den 1820er Jahren davon überzeugt, dass die Sklavenarbeit durch freie Arbeitskräfte ersetzt werden könnte. 1840 importierte er 90 Familien aus Portugal und siedelte sie auf seiner Kaffeeplantage Ibicaba als Kolonisten an. Mit seiner privaten Initiative wollte er der Regierung wie auch den übrigen Gutsbesitzern zeigen, dass der Ersatz der Sklaven durch freie Lohnarbeiter grundsätzlich möglich war und gleichzeitig die Zweckmäẞigkeit seines Halbpachtvertrags als besondere Ausgestaltung privater Kolonisationstätigkeit unter Beweis stellen.
Das Halbpachtsystem basierte im Wesentlichen auf zwei Elementen: Das eine bestand darin, dass Vergueiro als Kolonisator auswanderungswilligen Europäern die Reisekosten und Kosten für die Deckung ihrer anfänglichen Bedürfnisse auf der Kolonie vorschoss. Dafür verpflichteten sich die Auswanderer, diese Vorschüsse mit ihrer Arbeit in den Kaffeeplantagen abzuzahlen. Das zweite, ergänzende Element war der Abzahlungsmodus, der diesem Kolonisationssystem den Namen gab. Die Halbpacht (portugiesisch: parceria eigentlich Partnerschaft) bezeichnete eine vertraglich geregelte Arbeitsbeziehung. Grundlage dieser Beziehung war, dass der Siedler eine bestimmte Anzahl Kaffeesträucher zur Pflege und Ernte zugewiesen erhielt. Der Erlös aus der von diesen Sträuchern erzielten Ernte sollte nach deren Verkauf durch den Gutsbesitzer und nach Abzug der Unkosten für Transport und den Verkauf zwischen dem Gutsherrn und dem Siedler geteilt werden. Dabei sollte vom Anteil des Siedlers mindestens die Hälfte zur Rückzahlung der Vorschüsse verwendet werden. Gemäß Ziegler deuten Indizien darauf, dass Vergueiro mit der Kolonisierung mittels der Halbpacht nicht einzig wirtschaftliche, sondern auch gesellschaftliche Ziele verfolgte. Er wollte den Agrarsektor beispielsweise mit der Seidenraupenzucht und der Milchwirtschaft diversifizieren und hoffte, dass sich die Siedler, nachdem sie die Vorschüsse auf der Kolonie abgearbeitet hätten, als Klein- und Mittelbauern in der Region ansiedeln würden. Dadurch entstehe ein interner Absatzmarkt für Agrarprodukte und im Idealfall auch ein lokales Gewerbe. Die Aussicht auf Landerwerb nach einigen Jahren wirkte für auswanderungswillige Siedler als Lockvogel für die Rekrutierung von Arbeitskräften in Europa.
Vergueiros' Beteiligung an der Revolte der Liberalen 1842 führte zu seiner Verhaftung und dazu, dass die portugiesischen Kolonisten aus der Siedlung Ibicaba verschwanden. Damit war Vergueiros' erster Versuch gescheitert.
1846 startete er erneut einen Versuch, diesmal mit Unterstützung der Regierung. Diese beauftragte ihr Konsulat in Hamburg, die Anwerbung zu besorgen. Das Konsulat ernannte den Juristen Dr. F. Schmidt, der die Auswanderung nach Brasilien bereits früher in seinem Buch empfohlen hatte, zum Hauptagenten für die Auswanderung in die Halbpacht. Schmidt warb im Auftrag der brasilianischen Regierung deutsche Kolonisten an und leistete ihnen Vorschüsse für die Reisekosten. Die Firma Vergueiro & Cia. übernahm als einzige Interessentin 1847 alle rund 400 Einwanderer in Santos und verbürgte dafür, dass die Kolonisten dem brasilianischen Staat die Vorschüsse zurückbezahlen würden. Zudem verpflichtete sie sich für das Inkasso der Rückzahlungen. Mit diesem Abkommen erhielt Vergueiro zu auẞergewöhnlich günstigen Bedingungen Arbeitskräfte für seine Plantagen: Die Reisekosten für Kinder zwischen fünf und zwölf Jahren wurden vollumfänglich von der Regierung übernommen. Die Vorschüsse an die Siedler waren während der ersten zwei Jahre zinsfrei. Und dadurch, dass die Regierung die Anwerbung der Siedler übernahm, konnte sich Vergueiro Agenten- und Werbespesen sparen. Diese Kolonisten wurden im Sommer 1847 auf das Landgut Ibicaba gebracht. Wenige Monate später wurde ein erneutes Gesuch um die Förderung und Finanzierung weiterer Einwanderer von der brasilianischen Regierung abgelehnt. Daraufhin importierte Vergueiro mit eigenen Mitteln 65 deutsche Kolonisten, das heißt etwa 10 Familien, für Ibicaba. Diese Siedler waren aber gemäß Vergueiro für die landwirtschaftliche Arbeit so ungeeignet, dass er sie durch Portugiesen, die in der Zuckermühle von Ibicaba beschäftigt waren, ersetzen musste. Trotz dieser Schwierigkeiten scheint Vergueiro grundsätzlich vom Erfolg seiner Versuche überzeugt gewesen zu sein. Gegen seine positive Einschätzung spricht aber die Tatsache, dass nur wenige Siedlerfamilien ihre Schulden tatsächlich tilgen konnten und dass nicht alle Einwanderer für die Arbeit in der Landwirtschaft geeignet waren.
Die Firma Vergueiro & Cia. weitete ihre Kaffeeplantagen aus, errichtete auf dem Landgut Angélica ebenfalls eine Kaffeeplantage und erstellte Unterkünfte für mehr Siedler. Damit war sehr viel Kapital in diesen Landgütern immobilisiert. Nach mehreren abschlägigen Antworten auf seine wiederholten Gesuche um Subventionierung der Halbpacht-Einwanderung sah sich Vergueiro gezwungen, die Anwerbung und den Import von Kolonisten auf die private Finanzierung umzustellen. In der Folge gelang es Vergueiro, die Provinzregierung für die Unterstützung seiner Halbpacht-Einwanderung zu gewinnen. Doch die Unterstützung war bei Weitem nicht mehr so groß wie 1846/47 von der Zentralregierung. Das bedeutete zum einen für die Firma Vergueiro & Cia. ein beträchtlich höheres finanzielles Engagement und ein stark erhöhtes Risiko. Zum anderen mussten aber auch die übrigen Gutsherren, wenn sie eingeführte Kolonisten auf ihren Kolonien beschäftigen wollten, ungünstigere Zahlungsverpflichtungen eingehen. Nicht zuletzt starteten aber vor allem die Siedler mit bedeutend höhere Schulden und ungünstigeren Rückzahlungsbedingungen als bei den ersten Versuchen.
1846 gründete Senator Vergueiro mit seinen Söhnen José, Joaquim und Nicoláu jr. sowie Antônio de Freitas Caldas die Gesellschaft Vergueiro & Cia., die neben den landwirtschaftlichen und Handels-Aktivitäten auch die Kolonisation bezweckte und diese zunehmend an Bedeutung gewann. 1851 organisierte und finanzierte die Firma Vergueiro & Cia. die Einwanderung von Kolonisten aus Europa, um diese auf den eigenen Kolonien arbeiten zu lassen. Von Anfang an beschränkte sich Vergueiro aber nicht darauf, nur für den Eigenbedarf Kolonisten zu importieren. Er hatte sich der Provinzregierung gegenüber verpflichtet, auch für andere Gutsherren Kolonisten nach Brasilien zu schaffen. Die Firma warb in Europa Kolonisten an, organisierte und finanzierte die Überfahrt und bot sie in São Paulo, Rio de Janeiro und Minas Gerais zur Auslösung an. Die Firma baute sich die Infrastruktur einer Agentur- und Auswanderungsgesellschaft in Europa auf. Dafür nutze Vergueiro die bestehenden Kontakte und die zahlreichen Bekanntschaften seiner Söhne in Deutschland. Als eigentlichen Hauptagenten in Deutschland betraute Vergueiro den Juristen Dr. F. Schmidt, der bereits 1846 als Auswanderungsagent für die brasilianische Regierung tätig gewesen war. Auch der brasilianische Konsul in Hamburg, Araujo, arbeitete weiterhin für die Kolonisation.
Bis etwa 1852 kontrollierte der Senator die Geschäftsführung in seinem Handelshaus in Santos, die bereits seinem Sohn José übertragen war, und leitete das Landgut Ibicaba und die auf ihr angelegte Kolonie selbst. Spätestens 1852 überließ der Senator, damals 74 Jahre alt, die Kontrolle und leitende Aufgabe des Handelshauses in Santos und von Ibicaba vollständig seinem Sohn José. Gleichzeitig verringerten sich die staatlichen Beiträge für das Kolonisationsprojekt mit jedem Vertrag, den das Kolonisationsunternehmen Vergueiro & Cia. mit der Zentralregierung schloss.
Mit der Übergabe der Geschäftsleitung des Handelshauses in Santos und der Kontrolle des Gutsbetriebs Ibicaba an seine Söhne änderte sich auch der Akzent der Zielsetzung. Die Söhne verfolgten einzig ökonomische Ziele. Auch der Senator hatte ökonomische Ziele im Auge gehabt. Darüber hinaus wollte er aber mit der Kolonisation auch einen Bauern- und Handwerkerstand schaffen. Er selbst verstand sich nämlich, wie Ziegler in ihrer historischen Studie meint, als Philanthrop, der zwar seine wirtschaftliche und soziale Stellung wahren, die ihm „anvertrauten“ Sklaven und Kolonisten aber fördern und beschützen wollte. Die patriarchalische Verantwortung sei einhergegangen mit einem klaren Gefühl für soziale Schranken, deren Kriterien Senator Vergueiro aber relativ unorthodox selbst bestimmt habe.

### Aufstand von Ibicaba
Als 1855 eine Gruppe Schweizer und einige Preußen auf dem Landgut Ibicaba als Halbpacht-Kolonisten angesiedelt wurden und schon von Anfang an die Arbeits- und Lebensbedingungen stark von den Versprechungen abwichen, mit denen die Kolonisten in der Schweiz angeworden wurden, und die Schulden nach einem Jahr in vielen Fällen trotz Verrechnung der geteilten Verkaufserlösen angewachsen, statt vermindert waren, kam es unter Führung des Schweizer Schulmeisters Thomas Davatz schließlich im Dezember 1856 zu einer gewaltfreien Erhebung, die als Aufstand von Ibicaba in die Geschichte einging. 1858 veröffentlichte Davatz, wieder zurück in der Schweiz, einen ausführlichen Bericht unter dem Titel Die Behandlung der Kolonisten in der Provinz St. Paulo in Brasilien und deren Erhebung gegen ihre Bedrücker. Ein Not- und Hilfsruf an die Behörden und Menschenfreunde der Länder und Staaten, welchen die Kolonisten angehörten.
In der Folge sank die Einfuhr von Halbpacht-Kolonisten aus Europa und erlosch bald ganz. Preußen verbot die Halbpacht-Auswanderung nach Brasilien, andere Staaten warnten davor oder begannen, die Propaganda für die Auswanderung zu kontrollieren. Die meisten Schweizer Gemeinden, die noch immer ausstehende Guthaben von der Firma Vergueiro & Cia. forderten, beteiligten sich an einem mehrjährigen Prozess. José Vergueiro gelang es, den Prozess zu verschleppen und von Santos nach Limeira zu verlegen. Die Firma Vergueiro & Cia. erklärte 1865 Konkurs. Viele vermuteten im Konkurs eine Finte, um sich der drohenden Zahlungsverpflichtungen zu entziehen.
Mit dem Scheitern des Partnerschaftssystems sahen sich die Gutsherren gezwungen, einen festen Betrag für bestimmte Arbeiten in der Landwirtschaft zu zahlen, oder sie beschäftigen Tagelöhner oder zahlten später sogar einen Monatslohn. Damit war der Landarbeiter nicht mehr gezwungen, das Geschäftsrisiko des Gutsbetriebs mitzutragen. In Brasilien wurde Lohnarbeit eingeführt und die afrikanische Sklaverei verschlechterte sich mehr und mehr, bis sie 1888 gesetzlich ganz abgeschafft wurde.
Sérgio Buarque de Holanda, der den Bericht von Thomas Davatz erstmals ins Portugiesische übersetzte und damit das Thema der Halbpacht unter die brasilianischen Historiker brachte, sah im vielgerühmten Halbpachtsystem nichts wesentlich Neues. Denn die Grundzüge dieser Systeme würden sich überall auf der Welt gleichen. Im Grunde genommen gebe es keinen wesentlich Unterschied zur «Verschuldung» («endividamento»). Dieses System wurde zur Kolonialzeit in den Vereinigten Staaten praktiziert. Als man dort von diesem System wegkam, führte man es beim Import von Tausenden von chinesischen coolies in Kuba, Peru, auf Hawaii fort, und zwar gerade zu der Zeit, als Vergueiro in Brasilien sein sogenannt neues System praktiziert habe.

## Bibliografie
- Béatrice Ziegler: Schweizer statt Sklaven. Schweizerische Auswanderer in den Kaffee-Plantagen von São Paulo (1852–1866) (= Rudolf von Albertini und Heinz Gollwitzer [Hrsg.]: Beiträge zur Kolonial- und Überseegeschichte). Steiner-Verlag-Wiesbaden, Stuttgart 1985, ISBN 3-515-04174-5.
- Daniela Hoffbauer: Nicolau Pereira de Campos Vergueiro. In: MAPA: Memória da Administração Pública Brasileira. November 2017 (portugiesisch, gov.br).
- Felipe Landim Ribeiro Mendes: Ibicaba revisitado outra vez: espaço, escravidão e trabalho livre no oeste paulista. In: Anais do Museu Paulista. Band 25, Nr. 1, S. 301―357 (portugiesisch, scielo.br [PDF]).
- José Sacchetta Ramos Mendes: Desígnios da lei de terras: imigração, escravismo e propriedade fundiária no Brasil Imperio. In: Caderno CRH. Band 22, Nr. 55. Universidade Federal da Bahia, Salvador 2009, S. 173–184 (portugiesisch, redalyc.org [abgerufen am 10. Juli 2021]).
- José Sebastião Witter: Um estabelecimento agrícola do estado de São Paulo nos meados do século XIX. In: Departamento de História. Universidade de São Paulo (Hrsg.): Revista de História. Band 48, Nr. 98, 15. Juni 1974, ISSN 0034-8309, S. 393–467 (portugiesisch, usp.br [PDF]).
- Sérgio Buarque de Holanda: Prefácio do Tradutor. In: Thomas Davatz: Memórias de um colono no Brasil (1850). Tradução, prefácio e notas de Sérgio Buarque de Holanda. Livraria Martins, S. Paulo, S. 5―35 (portugiesisch, archive.org).